# Agencia 19 de Junio

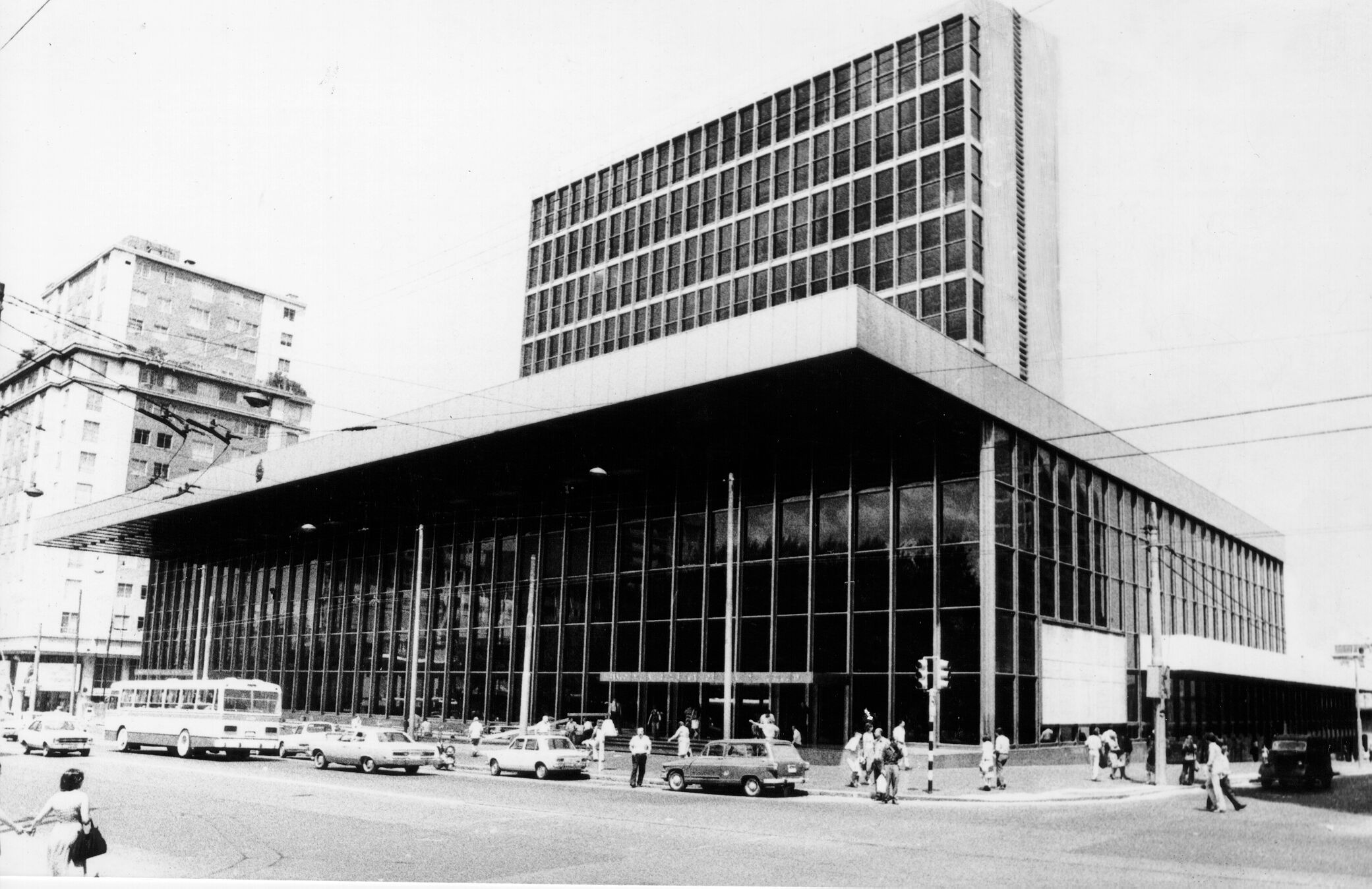
Agencia 19 de Junio

Das Agencia 19 de Junio, auch als Banco de la República Oriental del Uruguay (nicht zu verwechseln mit dem gleichnamigen Bauwerk in der Ciudad Vieja) bezeichnet, ist ein Bauwerk in der uruguayischen Landeshauptstadt Montevideo.
Das infolge eines 1946 durchgeführten Wettbewerbs zu seiner Errichtung 1957 projektierte und von 1965 bis 1976 erbaute Gebäude befindet sich im Barrio Cordón an der Avenida 18 de Julio 1654-1670 sowie den Straßen Minas, Guayabo und Magallanes gegenüber der Plaza de los Treinta y Tres. Als Architekt zeichnete Ildefonso Aroztegui verantwortlich. Im Agencia 19 de Junio ist eine Zweigstelle der Banco de la República (BROU) untergebracht.